# Holocausto na Lituânia

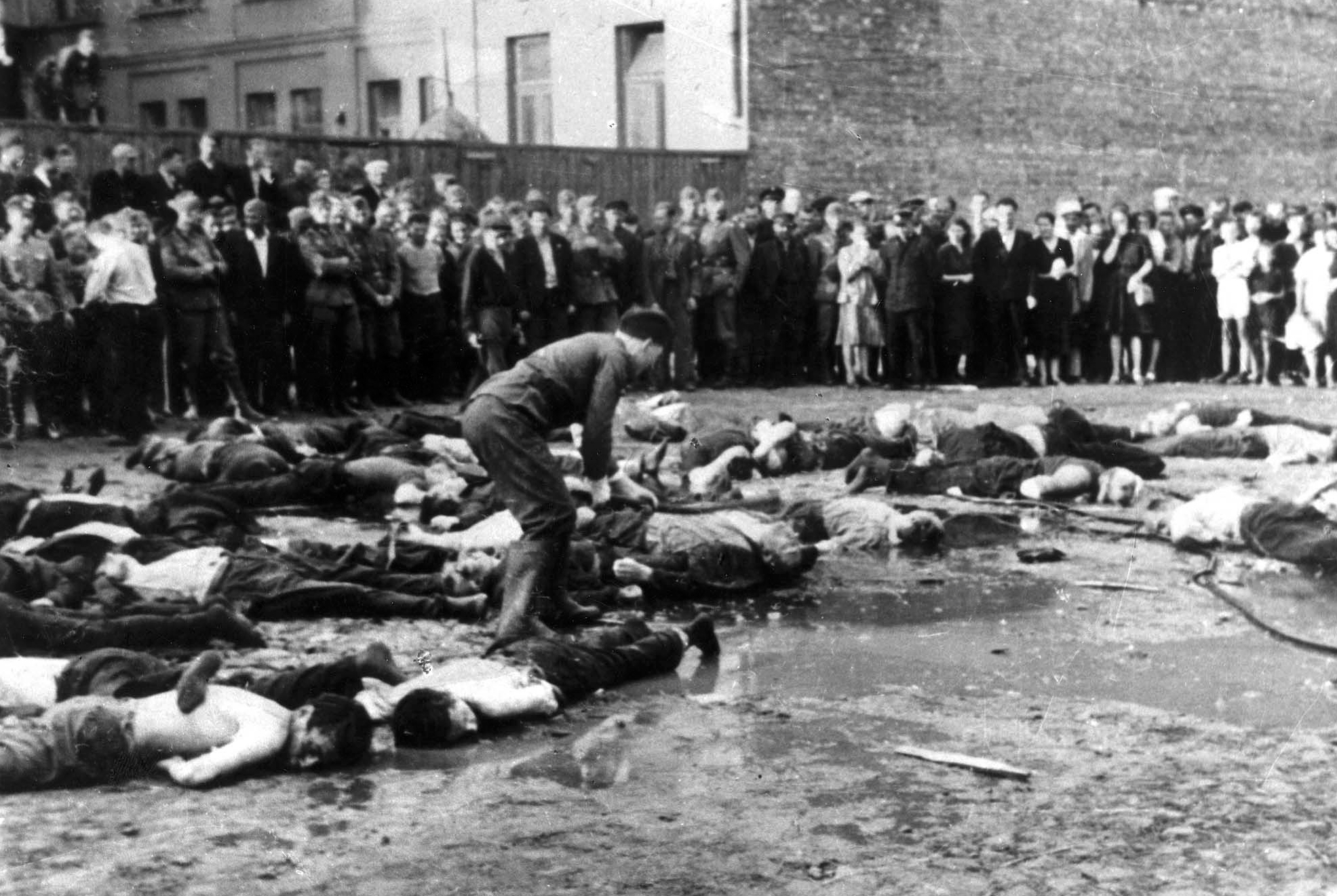
Massacre de judeus por lituanos na garagem de Lietūkis em 27 de junho de 1941 durante o pogrom de Kaunas. No fundo, soldados alemães e civis lituanos, incluindo mulheres e crianças, são espectadores do massacre.

O Holocausto na Lituânia resultou na destruição quase total de judeus lituanos e poloneses, que viviam em Generalbezirk Litauen do Reichskommissariat Ostland  dentro da RSS da Lituânia controlada pelos nazistas. Dos aproximadamente 208 000–210 000 judeus, estima-se que 190 000–195 000 foram assassinados antes do final da Segunda Guerra Mundial, a maioria deles entre junho e dezembro de 1941. Mais de 95% da população judaica da Lituânia foi massacrada durante os três anos de ocupação alemã – uma destruição mais completa do que a de qualquer outro país afetado pelo Holocausto. Os historiadores atribuem isto à colaboração massiva no genocídio por parte dos paramilitares locais não-judeus, embora as razões para esta colaboração ainda sejam debatidas. O Holocausto resultou na maior perda de vidas de todos os tempos em tão curto período de tempo na história da Lituânia.
Os acontecimentos ocorridos nas regiões ocidentais da URSS ocupadas pela Alemanha nazista nas primeiras semanas após a invasão alemã, incluindo a Lituânia, marcaram uma acentuada intensificação do Holocausto.
A administração ocupante nazista alemã alimentou o anti-semitismo ao atribuir a culpa pela anexação da Lituânia pelo regime soviético em junho de 1940 à comunidade judaica. Em grande medida, os nazis também recorreram à organização física, preparação e execução das suas ordens por colaboradores locais lituanos.
A partir de 2020, o tema do Holocausto na Lituânia e o papel desempenhado pelos lituanos no genocídio, incluindo vários nacionalistas lituanos notáveis, permanecem controversos.